# Aleksandar Stanojević
Aleksandar Stanojević (ur. 28 października 1973 w Belgradzie) – serbski piłkarz i trener, występujący podczas kariery zawodniczej na pozycji pomocnika.

## Kariera
Podczas kariery zawodniczej grał w klubach: Obilić Belgrad, hiszpańskim RCD Mallorca, OFK Beograd, FK Partizan oraz w węgierskim Videoton FC. Karierę zakończył w 2003 roku.
Pracę trenerską rozpoczął w swym macierzystym klubie, Partizanie. Był wtedy asystentem pierwszego trenera. Następnie był również asystentem, tym razem przy selekcjonerze reprezentacji Serbii, Miroslavie Đukiciu. W latach 2008–2010 był trenerem reprezentacji Serbii U-19. Od 2010 do 2012 roku był trenerem Partizana Belgrad.